# Амадо, Луис
Луис Амадо Тародо (исп. Luis Amado Tarodo; 4 мая 1976, Мадрид, Испания) — испанский игрок в мини-футбол. Вратарь испанского клуба «Интер Мовистар» и сборной Испании по мини-футболу.

## Биография
Луис Амадо — один из самых титулованных игроков планеты. Вместе с клубом «Каха Сеговия» он одержал победы в Турнире Европейских Чемпионов и Межконтинентальном кубке, а также стал чемпионом Испании, трёхкратным обладателем Кубка и пятикратным обладателем Суперкубка. Но ещё большие достижения ожидали его после перехода в «Интер Мовистар» (в разные годы также называвшегося «Бумеранг Интервью» и «Интервью Фадеса») в 2001 году. С мадридским клубом он по пять раз выигрывал испанский чемпионат и суперкубок, четырежды брал кубок, а на международной арене трижды становился обладателем кубка УЕФА и четырежды — Межконтинентального кубка.
Вместе со сборной Испании по мини-футболу Луис Амадо стал двукратным чемпионом мира по мини-футболу и четырёхкратным чемпионом Европы по мини-футболу.

## Достижения
- Чемпион мира по мини-футболу (2): 2000, 2004
- Серебряный призёр чемпионата мира по мини-футболу: 2008
- Чемпион Европы по мини-футболу (5): 2001, 2005, 2007, 2010, 2012
- Серебряный призёр чемпионата Европы по мини-футболу: 1999
- Бронзовый призёр чемпионата Европы по мини-футболу: 2003
- Турнир Европейских Чемпионов по мини-футболу: 2000
- Кубок УЕФА по мини-футболу (3): 2003/04, 2005/06, 2008/09
- Обладатель Межконтинентального кубка (5): 2000, 2005, 2006, 2007, 2008
- Чемпионат Испании по мини-футболу (7): 1998/99, 2001/02, 2002/03, 2003/04, 2004/05, 2007/08, 2013/14
- Кубок Испании по мини-футболу (8): 1997/98, 1998/99, 1999/2000, 2003/04, 2004/05, 2006/07, 2008/09, 2013/14
- Суперкубок Испании по мини-футболу (9): 1998/99, 1999/2000, 2000/01, 2001/02, 2002/03, 2003/04, 2005/06, 2007/08, 2008/09
- Кубок обладателей кубков по мини-футболу: 2008